# يو إس إس إنتربرايز (سي في-6)
يو إس إس إنتربرايز (سي في-6) كانت حاملة طائرات من فئة يوركتاون، بُنيت لصالح البحرية الأمريكية خلال الثلاثينيات. وتعتبر سابع سفينة تابعة للبحرية الأمريكية تحمل هذا الاسم وسادس حاملة طائرات في البحرية الأمريكية.